# اچ‌ام‌اس امبوش (اس۱۲۰)
اچ‌ام‌اس امبوش (اس۱۲۰) (به انگلیسی: HMS Ambush (S120)) یک زیردریایی است؛ که طول آن 97mمی‌باشد. این زیردریایی در سال ۲۰۱۰ ساخته شد.
زیردریایی‌های دنیا با هزینه بیش از یک میلیارد دلار ساخته می‌شود؛ دارای ردیاب صوتی بسیار قوی است که می‌تواند حرکت سایر کشتی‌ ها از فاصله ۵ هزار کیلومتری را تشخیص دهد.
ابر زیردریایی HMS Ambush به عنوان جدیدترین زیردریایی نیروی دریایی بریتانیا یکی از پیچیده‌ترین قدرتمندترین زیردریایی‌هایی است که تاکنون ساخته شده است.
زیردریایی HMS Ambush که با سیستمهای بی‌ای‌ئی سیستمز ساخته شده قدرتمندترین زیردریایی هسته ای جنگی است؛ که سلاحهای مهلک نصب شده روی آن، موشکهای فوق دقیق تاماهاوک (ابهام‌زدایی) و موشکهای ضدزیردریایی برای مبارزه با دیگر کشتی‌ها است می‌گیرد.

می‌گیرد.